# Бехаеддін Шакір
Бехаеддін Шакір (осман. بهاءالدین شاکر‎, тур. Bahaettin Şakir; 1874, Фракія — 17 квітня 1922, Берлін) — османський державний діяч, творець і керівник Спеціальної організації. Один із головних організаторів масової депортації та геноциду вірмен.

## Біографія
Здобув освіту у Військово-медичній академії у Стамбулі.
Ставши членом партії «Єднання і прогрес», переїхав до Парижа, де допомагав видатному лідеру партії Ахмеду Ризе. Після повернення до Стамбула в 1912 році став одним з найвпливовіших членів партії. Був близьким до Талаату.
Організатор та керівник Спеціальної організації. Ключова постать у геноциді вірмен. За роль у знищенні вірмен Трапезунда отримав прізвисько «м'ясник Трапезунда». Застрелений 17 квітня 1922 року у Берліні Арамом Єрганяном під час проведення операції «Немезис».